# Anna Myrberg
Anna Myrberg (Norberg, 9 de mayo de 1878 - Estocolmo, 1 de abril de 1931) fue una autora, poetisa y letrista sueca.

## Carrera
Muchos de los escritos de Anna Myrberg aparecían bajo el seudónimo de Svarta Masken ("La Máscara Negra"). Tras estudiar fotograbado, encontró trabajo en un estudio de fotografía y en un periódico de Estocolmo. Su debut como poeta fue con la colección de 1919 Svarta Maskens Dårdikter ("Poemas idiotas de La Máscara Negra"). Publicó varios volúmenes de poesía y humor, entre los que se incluyen dos libros sobre Willy Anderson, un joven del sur de Estocolmo. El segundo de estos dos libros fue llevado al cine con la película de 1929 Ville Andersons Äventyr ("La aventura de Willy Anderson"). También participó con artículos y poemas en la revista de humor sueca Kasper.
Myrberg escribió las letras de algunas canciones famosas, como Lördagsvalsen ("El vals del sábado") y Livet I Finnskogarna ("Vida en los bosques fineses"). Sus trabajos fueron grabados en Estados Unidos por Gustav Fonandern, Arvid Franzen y Olle i Gråthult (Hjalmar Peterson) y su orquesta. Hjalmar Peterson publicó sus escritos en sus cancioneros. En 1972 el actor sueco John Harryson grabó un álbum sobre la comedia antigua sueca, con tres canciones de Svarta Masken: Bröllopet i Flänga, Lördagsvalsen y Stora fötter.

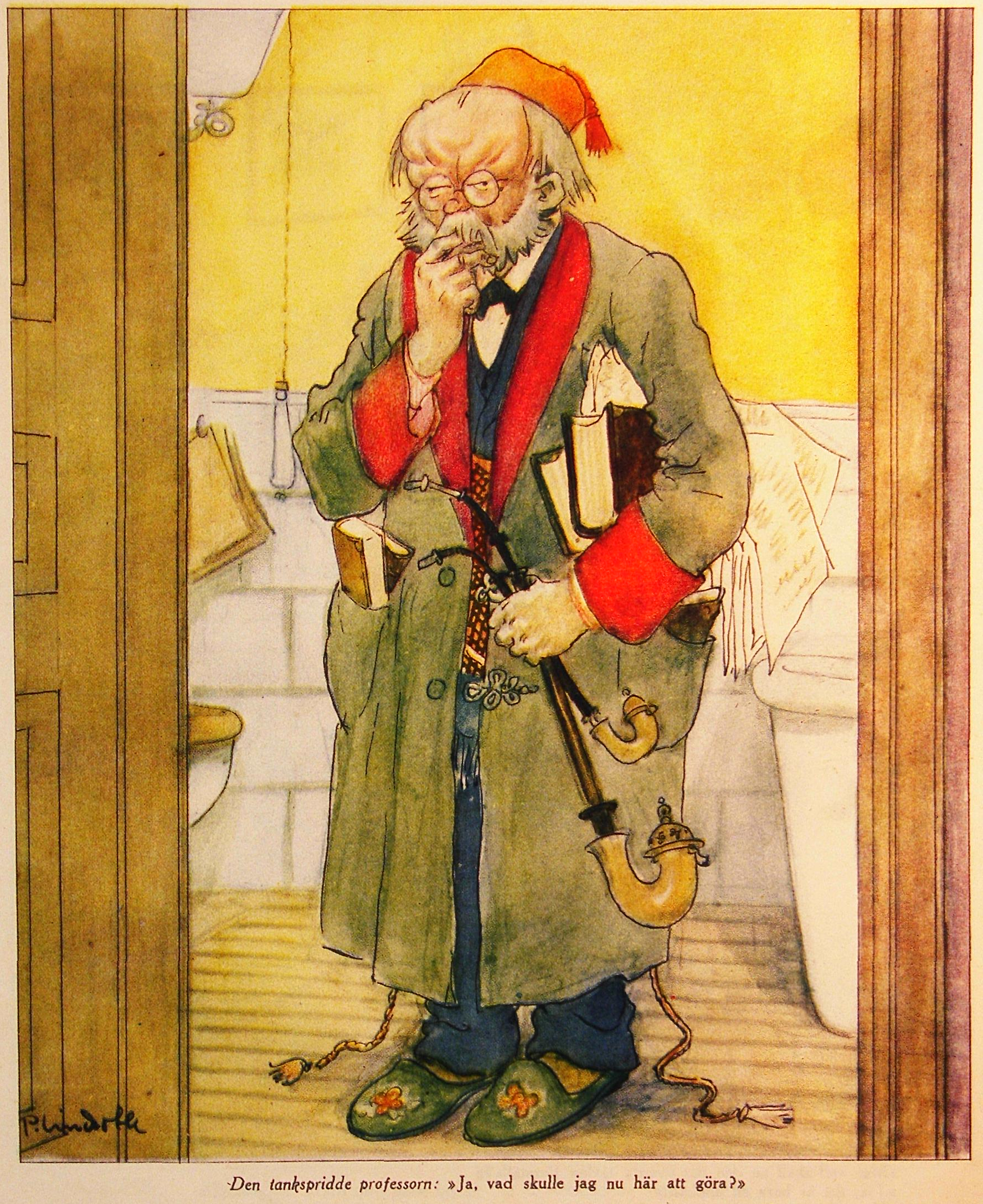
Kasper Revista de humor (1929)

## Letras destacadas
- Bröllopet i Flänga
- Livet i Finnskogarna
- Lördagsvalsen
- Turalleri-Turallera